# Schülerferienticket
Ein Schülerferienticket (teilweise auch Schüler-Ferien-Ticket oder SchülerFerienTicket) ist ein Fahrschein, der üblicherweise über die Geltungsdauer der Sommerferien in einem deutschen Bundesland – teilweise auch über dessen Grenzen hinaus – für den lokalen und regionalen Nahverkehr gültig ist. Berechtigte Inhaber dieses Fahrscheins sind Schüler, ein Nachweis mittels eines Schülerausweises ist notwendig. Teilweise gelten die Tickets nur für Schüler des jeweiligen Bundeslandes.
Unter Jugendlichen wurde das Schülerferienticket, insbesondere in den 80er und 90er Jahren, oft verkürzend auch einfach nur als Schüfeti bezeichnet.
Schülerferientickets werden üblicherweise in Kooperation mit den jeweiligen Landesministerium für Verkehr beziehungsweise den untergeordneten Verkehrsbehörden oder Bestellerorganisationen sowie den Unternehmen des öffentlichen Nahverkehrs vertrieben. Schülerferientickets gibt es für diese Regionen:
- Baden-Württemberg[2]
- Hamburg (unter dem Namen 3-Wochen-Ferienfahrkarte, durch den HVV)[3]
- Niedersachsen (durch üstra Reisen GmbH)[4]
- Nordrhein-Westfalen (unter dem Namen SchöneFerienTicket)[5]
- Saarland (unter dem Namen saarVV FerienTicket, durch den saarVV)[6]
- Sachsen (durch verschiedene Verkehrsverbünde)
- Sachsen-Anhalt (durch den NASA)[7]
- Schleswig-Holstein (unter dem Namen Sommerferienticket, durch die NAH.SH)[8]
- Thüringen[9]